# 拉氏假鰓鱂
拉氏假鰓鱂，為輻鰭魚綱鯉齒目鰕鱂亞目鰕鱂科的其中一種，為熱帶淡水魚，分布於非洲莫三比克與南非淡水流域，本魚體粗壯，體色以橘紅色為主，鱗片帶有亮藍色光澤，背鰭、臀鰭及尾鰭亮藍色並帶有紅色圓斑，尾鰭邊緣橘色，背鰭軟條15-17枚、臀鰭軟條15-18枚，體長可達6公分，棲息在季節性的水池、沼澤底中層水域，以底棲無脊椎動物為食，生活習性不明，可作為觀賞魚。
牠們的壽命只有1年至1年半，在旱季水坑乾涸時死亡。

## 擴展閱讀
維基物種上的相關：拉氏假鰓鱂
1. ↑  Nagy, B.; Watters, B. . The IUCN Red List of Threatened Species. 2019, 2019: e.T141973907A58311523  [19 November 2021]. doi:10.2305/IUCN.UK.2019-3.RLTS.T141973907A58311523.en .